# Mary-Kate Olsen
Mary-Kate Olsen (n. 13 iunie 1986) este sora geamănă a lui Ashley Olsen. Ea a jucat cu sora ei în multe spoturi publicitare și filme din anii '90 și prima jumătate a anilor 2000, urmată de o perioadă în care a jucat singură până în 2012.